# Jonathan Ive
Sir Jonathan Paul Ive (Londra, 27 febbraio 1967) è un progettista britannico.
È stato (dal 1997 al 2019) il "Chief Design Officer" presso Apple, dove è stato anche supervisore del gruppo di design industriale e ha avuto anche ruolo guida per il team Human Interface (HI). Nel 2013 si è occupato di iOS 7, provvedendone al restyling grafico. Ive è celebre per aver disegnato molti dei prodotti Apple tra cui iPhone, iPod, iPad, iMac, MacBook Air, Apple Watch e AirPods.
Il 27 giugno 2019, dopo aver lasciato Apple, annuncia che alla fine dello stesso anno, fonderà una sua azienda dal nome LoveFrom con Apple come primo e principale cliente. 

## Biografia
Il padre di Ive, un orefice che insegnava presso il Middlesex Polytechnic, ora Middlesex University, rappresentò per lui una figura determinante della sua vita. Ive frequentò la Chingford Foundation School e successivamente la Walton High School di Stafford. Durante gli anni del liceo Ive manifestò una grande passione per le auto e ciò lo portò a interessarsi al design. Subito dopo il diploma analizzò l'ipotesi di studiare design dell'automobile al Royal College of Art di Londra.

Successivamente si convinse a intraprendere gli studi di design industriale alla Northumbria University, dove vennero scelti alcuni progetti del suo portfolio personale per essere esposti al Museo del Design di Londra. Egli si interessava a creare e disegnare sin da quand'era adolescente e fu sempre indeciso su quale percorso di studi fosse meglio intraprendere. Ive ha spiegato che l'adozione del Mac fu da considerare un punto di svolta nella sua vita, poiché gli permise di fronteggiare le difficoltà in cui spesso si imbatteva, ciò grazie alla semplice interfaccia utente di cui era dotato, nonché alla considerevole differenza rispetto al resto dei sistemi e dei computer in uso all'epoca.

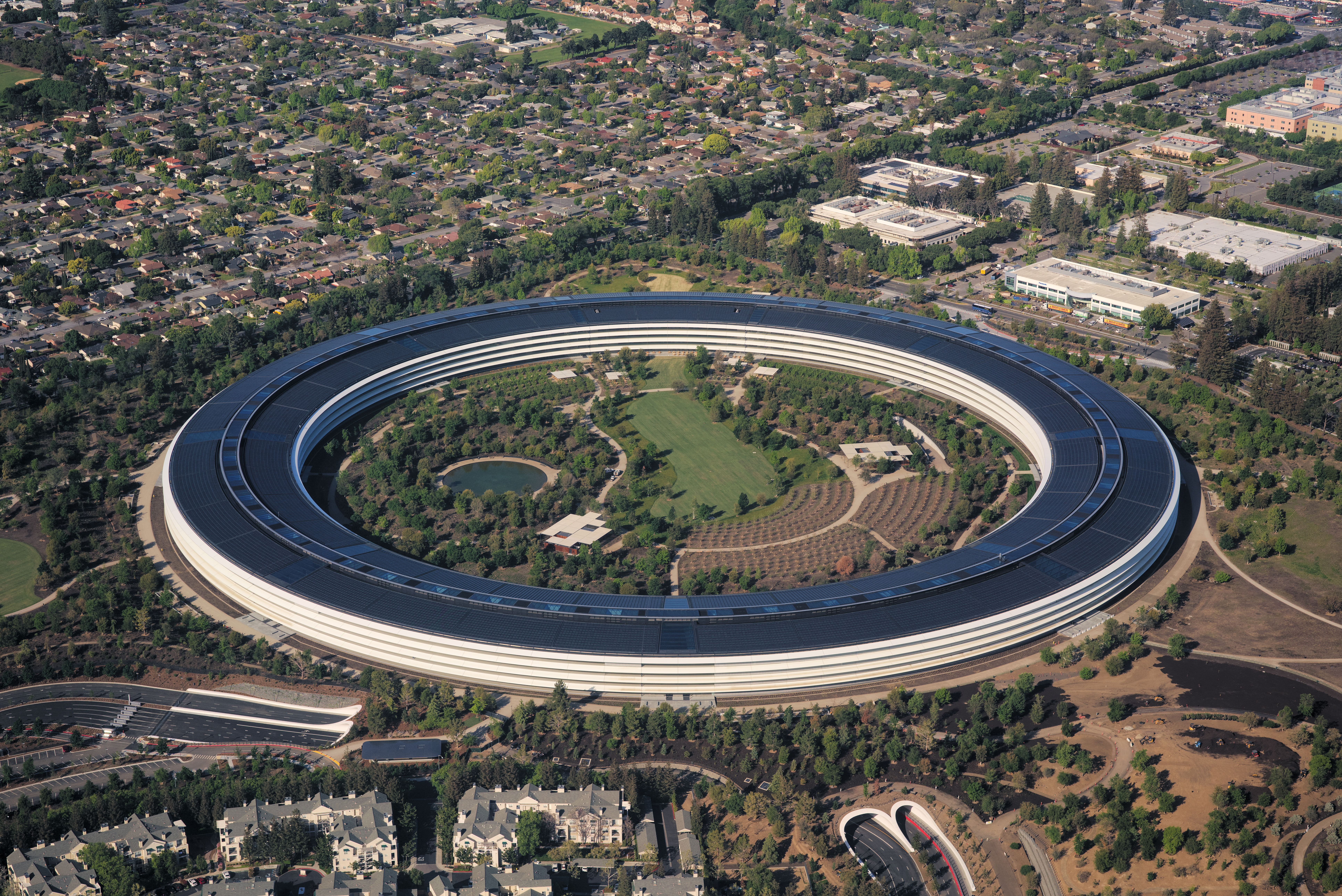
Jonathan Ive ha avuto un ruolo fondamentale, con Norman Foster, nella progettazione di Apple Park per gran parte degli anni 2010, inaugurato ufficialmente nel 2017.

Dopo aver trascorso un anno con Robert Weaves, Jonathan Ive lavorò presso la Tangerine, una startup londinese ubicata a Hoxton Square, dove ebbe la possibilità di disegnare una vasta gamma di prodotti tra cui forni a microonde e spazzolini da denti elettrici. La frustrazione causata dalla sua posizione di lavoro raggiunse l'apice quando gli fu assegnato il progetto di un water e di un bidet; terminato il lavoro il capo lo rigettò poiché lo considerò troppo moderno e fantasioso. La scontentezza di Ive, dovuta all'incompatibilita delle proprie idee con le richieste dei clienti, trovò fine nel momento in cui Apple divenne un cliente di Tangerine ed egli si ritrovò a prestare consulenze in merito al design dei primi PowerBook. Apple, apprezzando i risultati ottenuti, provò a reclutarlo come dipendente a tempo indeterminato senza riuscirci.
Ive lavorò come consulente a fianco di Robert Brunner, che all'epoca si occupava del reparto Industrial Design di Apple, e nel 1992 divenne finalmente dipendente full-time. Una volta assunto, Ive contribuì al design della seconda generazione del Newton, il MessagePad 110, e riuscì a raggiungere Taipei. Poco prima del rientro di Steve Jobs in Apple nel 1997, Jony Ive fu sul punto di consegnare le sue dimissioni, ma l'allora amministratore delegato Jon Rubinstein lo convinse a restare alla Apple, in quanto questa si trovava alle porte di una rinascita.
Nel 1997, dopo il ritorno di Jobs, divenne Senior Vice President of Industrial Design e ciò gli permise di essere al capo del team artefice di alcuni tra i prodotti Apple più di successo. Il primo progetto di grande importanza su cui Ive si trovò a lavorare fu l'iMac; successivamente trasse ispirazione dai primi progetti per realizzare altri dispositivi di grande successo come l'iPod, il MacBook e il più recente iPhone.
Dieter Rams, designer della Braun dal 1961 al 1995, influenzò molto il lavoro di Ive. Nel documentario Objectified (2009) di Gary Hustwit, Dieter Rams afferma che Apple è l'unica a creare dei prodotti che siano "conformi" a "Le dieci regole del buon design". In particolare oggetti come l'iPod erano caratterizzati da un controllo centrale a disco che ricordava esplicitamente l'interfaccia della radio Braun T3, uno dei moduli affiancabili al sistema TP1 
Il 27 giugno 2019 lascia Apple, con cui continuerà però a collaborare, per aprire una nuova società di design indipendente, la società si chiamerà LoveFrom. In un’intervista rilasciata al Financial Times, Ive ha affermato che si interesserà principalmente di "tecnologia indossabile" e di "salute", oltre a dedicarsi a diverse "passioni personali".
Successivamente fonda la startup Io con lo scopo di sviluppare dispositivi hardware, la quale viene acquisita nel 2025 da OpenAI con lo scopo di ampliare ChatGPT in base alle nuove tecnologie.

### Il suo ufficio

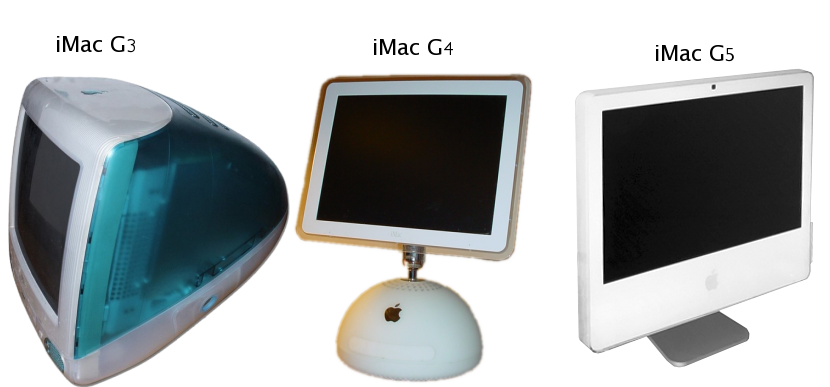
La storia dell'IMac

Jonathan Ive lavorava nel suo laboratorio alla Apple in cui supervisionava il lavoro del suo team ed era l'unico designer a disporre di un ufficio personale. Soltanto le persone chiave del suo team, designers con esperienza pluridecennale in Apple, e altri con ruolo di rilievo nella compagnia potevano avere accesso al suo ufficio. Non era consentito l'accesso nemmeno ai suoi figli. Infatti all'interno di questa stanza erano contenuti tutti i nuovi progetti di Apple, i concept per il futuro e i prototipi dei dispositivi; la camera era insonorizzata attraverso strati di spugna e lana inseriti tra le intercapedini delle pareti, le finestre sono oscurate e impediscono di vedere dall'esterno attraverso un forte riflesso. Nella biografia di Steve Jobs scritta da Walter Isaacson Jobs dice: "Lui è quello con più potere esecutivo in tutta la Apple, dopo di me."

## Riconoscimenti
I critici considerano il lavoro di Ive come uno dei migliori nel design industriale. I prodotti del suo team hanno ripetutamente vinto premi come l'"Industrial Designers Society of America's Industrial Design Excellence Award".
- 2002-2003: Design Museum's Inaugural Designer of the Year Award.
- 2006: È stato nominato Commendatore dell'Ordine dell'Impero britannico, onorificenza concessa dalla regina Elisabetta.
- 2007: premio dal museo del design dello Smithsonian.[13]
- 2008: premio MDA Personal Achievement per il design dell'iPhone.[14]
- 2009: laurea onoraria dal Rhode Island School of Design.[15]
- 2012: Nominato "Cavaliere Commendatore dell'Eccellentissimo Ordine dell'Impero Britannico" dalla Regina d'Inghilterra per i "servizi per la progettazione e l'impresa".[16]

## Curiosità
- È apparso nel documentario Objectified[17] di Gary Hustwit, in cui vengono intervistati i più famosi designer industriali del mondo. Nel frammento a lui dedicato parla, tra le altre cose, della celebre tecnica Unibody[18] che caratterizza gli ultimi MacBook, MacBook Air, MacBook Pro e iMac.
- Nel settembre 2012 Jonathan Ive ha acquistato una delle residenze più esclusive della Gold Coast[19] eleggendo a propria residenza personale un edificio di oltre 670 metri quadrati che conta 4 camere da letto, 7 sale da bagno ed una vista mozzafiato sul Golden Gate Bridge di San Francisco, realizzato nel 1927 dallo studio di architetti Willis Polk & Co.